# Cheilodipterus zonatus
Cheilodipterus zonatus és una espècie de peix pertanyent a la família dels apogònids.

## Descripció
- Pot arribar a fer 8 cm de llargària màxima.
- 7 espines i 9 radis tous a l'aleta dorsal i 2 espines i 8 radis tous a l'anal.
- El cos i la part inferior del cap són normalment de color groc.[5][6]

## Hàbitat
És un peix marí, associat als esculls i de clima tropical (15°N-3°S), el qual viu entre 2 i 12 m de fondària en hàbitats protegits (on les condicions són similars a les de les llacunes) i esculls costaners.

## Distribució geogràfica
Es troba al Pacífic occidental: les illes Filipines, Malàisia i Salomó.

## Costums
És, normalment, un peix solitari (de vegades, de dos en dos) i imita Meiacanthus vittatus.

## Observacions
És inofensiu per als humans.